# ちきゅうクラブ
ちきゅうクラブ（ちきゅうクラブ）は、かつて存在した日本の政治団体。環境保護・エコロジーとフェミニズムを主な政策とした。

## 略歴
歌手で音楽プロデューサーの山本コウタローを党首に結党。推薦人に円より子、田嶋陽子などがいた。
1989年（平成元年）、第15回参院選比例代表区に山本や北沢杏子、門野晴子、やまだ紫ら10人を擁立するが、全員落選する。
後に「みどりといのちのネットワーク」「原発いらない人々」など他の環境政党とともに、藤本敏夫の環境政党「希望」に吸収合併された。